# فريديريك باول
فريديريك باول (بالفرنسية: Frédéric Paul)‏ هو ناقد فني فرنسي، ولد في 1959.